# المدور (المفرق)
المدور منطقة سكنية تقع في لواء قصبة المفرق، محافظة المفرق في الأردن. تنتمي المنطقة لقضاء إرحاب الذي يضم 26 منطقة. يقدر عدد سكانها بـ 357 نسمة حسب إحصاء 2015.

## الوصلات الخارجية
- دائرة الاحصاءات العامة